# ماريو جيوردانو
ماريو جيوردانو (بالألمانية: Mario Giordano) (و. 1963  م) هو كاتب، وكاتب سيناريو ألماني، ولد في ميونخ.

## وصلات خارجية
- ماريو جيوردانو على موقع IMDb (الإنجليزية)
- ماريو جيوردانو على موقع ألو سيني (الفرنسية)
- ماريو جيوردانو على موقع أول موفي (الإنجليزية)
- ماريو جيوردانو على موقع قاعدة بيانات الفيلم (الإنجليزية)
- ماريو جيوردانو على موقع كينوبويسك (الروسية)